# Бронепалубни крайцери тип „Д’Естре“
Д’Естре (на френски: D'Estrées) са серия бронепалубни крайцери от 3-ти ранг на Националните военноморски сили на Франция, построена 1890-те години на 19 век. Проектът е развитие на крайцерите от типа „Линуа“, спрямо които имат незначителни отличия. Всичко от проекта са построени 2 единици: „Д’Естре“ (на френски: D'Estrées) и „Инферне“ (на френски: Infernet). Предназначени са за служба в колониите. Това са последните френски крайцери от 3-ти ранг.

## Конструкция

### Корпус
Крайцерите от типа „Д’Естре“ имат типичен за френските военни кораби от онова време корпус, с дълъг, плугообразен таран и завалени бордове. Корабите имат прави комини, които са раздалечени и три мачти. Нямат двойно дъно и противоторпедна преграда. Дъното е обшито с тик и мед.

### Въоръжение
Главният калибър на крайцерите са две 138,6 mm оръдия образец 1893 г. Това е напълно съвременно скорострелно оръдие с дължина на ствола 45 калибра. Оръдието тежи 4465 kg и стреля със снаряди с тегло от 30 kg и начална скорост 770 m/s. С приемането на въоръжение на по-тежки снаряди (35 kg), началната скорост намалява до 730 m/s. От по-ранния модел 1891 г. оръдието е с по-усилен ствол и разделно зареждане. Последното е въведено след оплаквания на артилеристите от прекомерно тежките унитарни боеприпаси. Скорострелността достига 5 изстрела в минута. Тези оръдия са разположени на полубака и полуюта.
Вторият калибър са 100 mm оръдия образец 1891 г., с дължина на ствола 45 калибра. При маса на снаряда 14 kg, началната му скорост е 740 m/s. Впоследствие се появяват по-тежки снаряди, а началната им скорост пада до 710 m/s. Скорострелността им достига 9 изстрела в минута. Четири такива оръдия са разположени в спонсони в централната част на корабите.

### Брониране
Основото брониране на крайцерите от типа „Д’Естре“ е карапасната бронирана палуба, над цялата дължина на корпуса, с дебелина между 37 – 45 mm в централната част на корабите, до 20 mm в краищата. Над нея традиционно са разположени кофердами. Освен това имат и неголяма бойна рубка, прикрита със 100 mm броня.

### Силова установка
Крайцерите на проекта имат осем котли система „Норман“. Запас въглища от 470 тона.

## История на службата
- „Д’Естре“ е заложен през март 1897 г., на стапелите на арсенала на ВМС в Рошфор, спуснат на вода на 27 октомври 1897 г., в строй от 1899 г. Към началото на Първата световна война служи като учебен кораб за кадети. Отписан от флота през 1922 г., предаден за скрап 1924 г.
- „Инферне“ е заложен през декември 1896 г., на стапелите на Societe et Chantiers de la Gironde в Бордо, спуснат на вода на 7 септември 1899 г., в строй от 1900 г. Загива в резултат на корабокрушение на 22 ноември 1910 г.[2]

## Оценка на проекта
Вдъхновителят на идеята за малки бронепалубни крайцери – Хиацинт Об – ги смята за идеалните разузнавачи и изтребители на търговията. Но всъщност реалните бойни качества на френските крайцери от 3-ти ранг са оценявани лошо дори от съвременниците им. Независимо от външно страшният им вид те имат множество недостатъци. Въоръжението на крайцерите е прекалено слабо, особено с отчитането на поставянето на главния калибър, което позволява да се води стрелба по борда само от половината оръдия. Стрелбата на максимална скорост не е възможна, поради силните вибрации предизвикани от машините върху корпуса. Самата скорост, около 20 възела, по мерките на 1890-те г. в никакъв случай не гарантира безопасност. Поради това и огромният таран е абсолютно безсмислен, той като крайцера ще бъде спрян, при опит за таранен удар, от вражеската артилерия.
Вероятно единствената възможност да се използват тези крайцери с полза в сериозна война е да се употребяват като минни заградители, тъй като почти всички те имат възможност да носят до 150 морски мини. Но към момента на влизането на Франция в Първата световна война всички нейни бронепалубни крайцери от 3-ти ранг са вече безнадеждно стари.